# Mario Illien

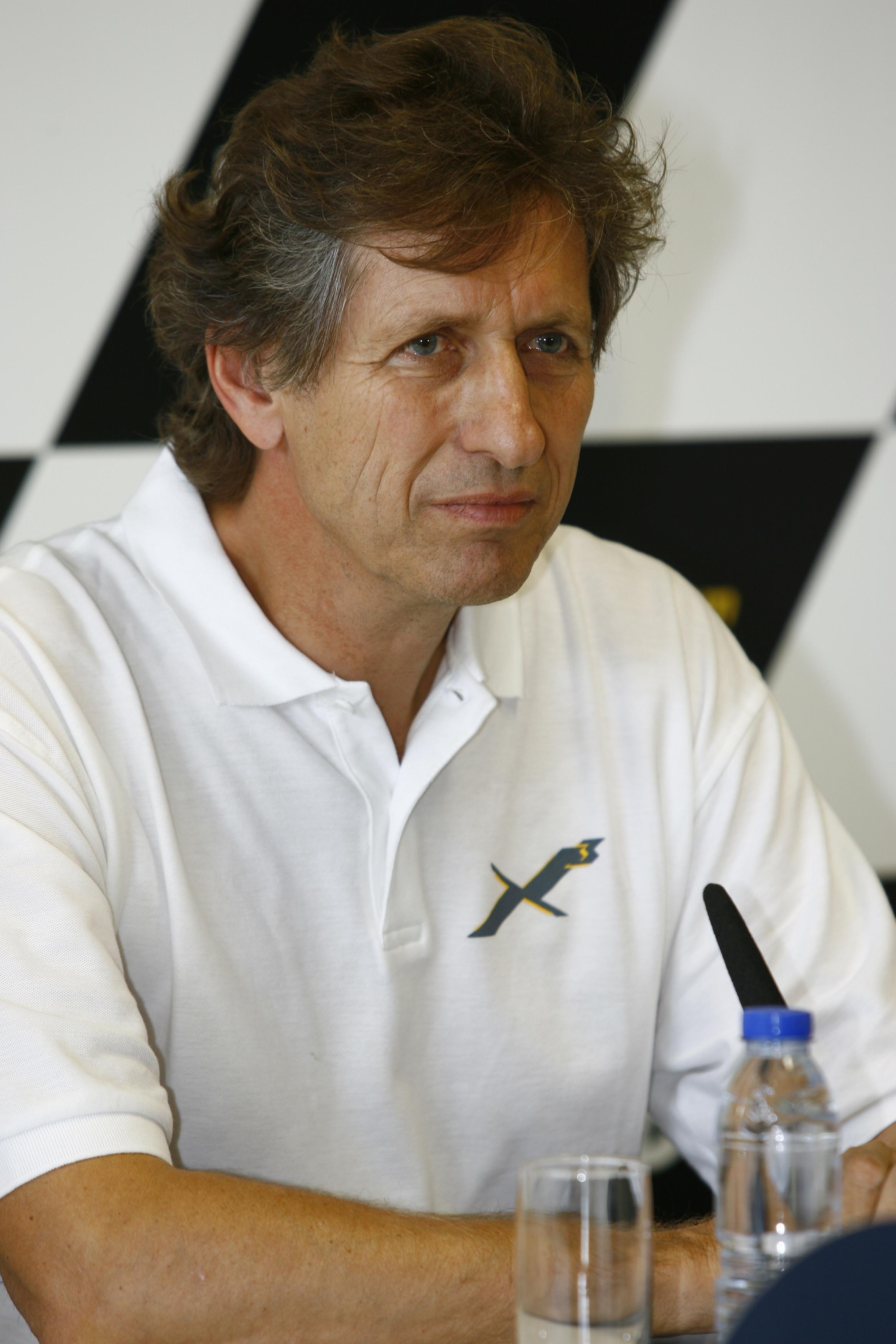
Mario Illien

Mario Illien (* 2. August 1949 in Chur, Schweiz) ist ein Schweizer Ingenieur und Motorenentwickler. Er ist Gründer und Mitbesitzer von Ilmor und zweifacher Träger des Louis Schwitzer Award for Engineering Innovation Excellence.

## Leben
Im Anschluss an eine Ausbildung zum technischen Zeichner bei den Emser Werken studierte Illien Anfang der 1970er Maschinenbau am Technikum Biel. Während der Studienzeit arbeitete er als Mechaniker des schwedischen Grand-Prix-Piloten Joakim Bonnier und entwickelte einen Formel-2-Motor für Simca und ein Antriebsaggregat für ein Rennmotorrad. 1977, nach Abschluss des Studiums, war er zunächst bei Mowag in Kreuzlingen an der Entwicklung von Dieselantrieben für Panzerfahrzeuge beteiligt, doch es zog ihn zurück zum Motorsport.

### Über Cosworth zu Ilmor

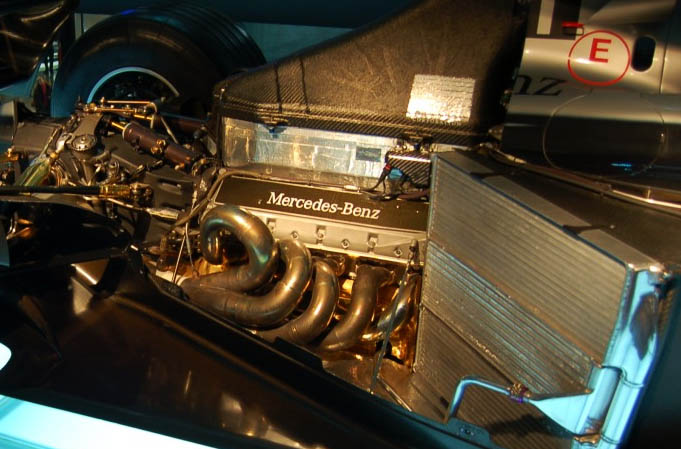
Von Illien konstruierter Mercedes-Formel-1-Motor

1979 wechselte er zu Cosworth im englischen Northampton, lernte dort Paul Morgan kennen und gründete 1984 mit diesem die Firma Ilmor. Zusammen mit Financier und Teamchef Roger Penske entwickelten Illien und Morgan den Ilmor-Chevrolet-Motor, der zwischen 1987 und 1993 in der bis dahin von Cosworth-Motoren dominierten Rennserie insgesamt 86 IndyCar-Rennen, sechsmal die Indianapolis 500 und fünf IndyCar-Titel gewann.

### Formel 1
Illien konzentrierte sich dann auf den internationalen Rennsport und entwickelte den Ilmor Formel-1-Motor, der ab 1991 von den Teams March, Tyrrell, Sauber und Pacific eingesetzt wurde. 1993 stieg Mercedes bei Ilmor ein. Ab 1995 kamen die Motoren im Heck der McLaren von Mario Illien und konnten 1998 und 1999 jeweils den Fahrertitel mit Mika Häkkinen gewinnen und etliche Grand-Prix-Siege einfahren.

### Special Projects Group und Neugründung von Ilmor Engineering

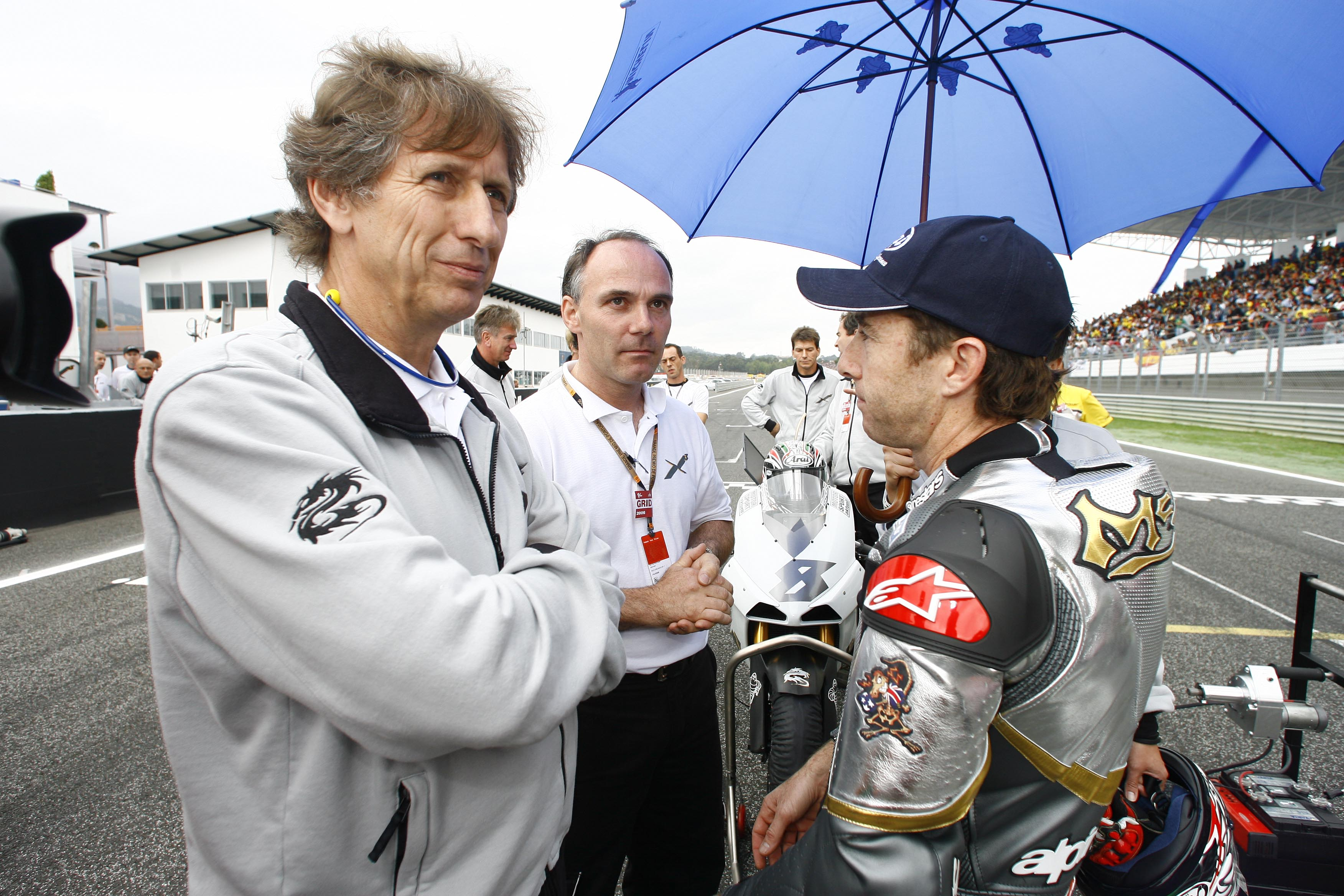
Mario Illien mit Garry McCoy in Estoril 2006 beim Debüt der Ilmor MotoGP-Maschine

Nach Paul Morgans Tod 2001 erhöhte die DaimlerChrysler AG im Jahr 2002 ihre Anteile an Ilmor auf 55 Prozent und es wurde die stufenweise Übernahme der restlichen Anteile vereinbart. Illien gründete im Jahr 2001 die Special Projects Group als eigenständig operierende Gruppe innerhalb der Mercedes-Ilmor Limited. Die Special Projects Group bestand aus dem 60-köpfigen Team, das den GM-IRL-Motor entwickelte und produzierte. Nachdem DaimlerChrysler 2005 die restlichen 45 Prozent an Mercedes-Ilmor übernahm und das Unternehmen in Mercedes-Benz HighPerformanceEngines umbenannte, erwarb Illien gemeinsam mit Roger Penske die Special Projects Group einschließlich der Namensrechte an „Ilmor“ und gründete erneut die Ilmor Engineering Limited. Mit dieser ist er wieder selbständig und produziert IRL-Motoren für Honda und NASCAR-Triebwerke für Penske Racing. 2006 und 2007 war Illien auch im Motorradsport vertreten und ging mit der zusammen mit Eskil Suter entwickelten Ilmor SRT X³ in der MotoGP-Klasse der Motorrad-Weltmeisterschaft an den Start. Während der Saison 2007 beendete man dieses Engagement aus finanziellen und technischen Gründen.

### Privatleben
Mario Illien ist verheiratet und Vater von zwei Kindern.